# Polyorycta basilissa
Polyorycta basilissa là một loài bướm đêm trong họ Noctuidae.